# Willi Ströminger
Willy Ströminger, původním jménem Vilém Ströminger (4. října 1902 Vršovice – 17. listopadu 1985 Praha) byl český zakázkový portrétní fotograf, předseda Svazu československých fotografů (později Společenstvo fotografů v Čechách a na Moravě) a občasný herec v prvorepublikových filmech.

## Život a dílo
Vyšel z poměrně chudé, ale slavné rodiny. Jeho otec Vilém (* 1870) byl strojním mechanikem ve Vršovicích, dědeček Vilém (1845–1901) byl pražským malířem-krajinářem a pradědeček Jakub (* 1816) malířem portrétů a historií. Z malířské rodiny Gareisů pocházela také babička Johanna Strömingerová.
Vyučil se v Praze fotografickému řemeslu u firmy Dítě v roce 1920. Roku 1926 se díky Karlu Lamačovi osamostatnil a v domě ve Vinohradské ulici 17 v Praze 2 si zařídil portrétní ateliér S-Foto Ströminger. Ve 20.–40. letech portrétoval většinu tehdy významných herců (Oldřich Nový, Vlasta Burian, Adina Mandlová a další). Spolupracoval s Filmovými ateliéry AB Barrandov a zejména s režisérem Karlem Lamačem, s většinou tehdejších novin a časopisů, mj. s Pestrým týdnem a Pražským ilustrovaným zpravodajem. Jako jeden z prvních se zabýval fotografickým dokumentováním natáčení filmů a pořizováním reklamních snímků a propagačních portrétů.
Hrál drobné role mj. v němých filmech Syn hor (1925, host v baru), Lásky Kačenky Strnadové (1926, chasník) nebo Páter Vojtěch (1928, novic).